# Šinkov Turn
Šinkov Turn este o localitate din comuna Vodice, Slovenia, cu o populație de 112 locuitori.